# Ed Healey
Edward Francis Healey Jr. (Indian Orchard, Massachusetts, 28 de diciembre de 1894 – South Bend, Indiana, 8 de diciembre de 1978), más conocido como Ed Healey, fue un jugador profesional estadounidense de fútbol americano que se desempeñó en la posición de offensive tackle en la National Football League (NFL). Es miembro del Salón de la Fama del Fútbol Americano Profesional.

## Carrera
Healey jugó como profesional tres temporadas en Rock Island Independents (1920-1922), posteriormente pasó a Chicago Bears, donde jugó seis temporadas, y fue el equipo en el que se retiró.

## Reconocimiento
El 6 de septiembre de 1964 fue seleccionado para ser miembro del Salón de la Fama del Fútbol Americano Profesional.